# Domnall
Domnall, auch: Domnall Donn oder Domnall Dond, († 695) war in den Jahren 688 bis 695 König des irisch-schottischen Reiches Dalriada.

## Leben
Domnall wurde als Nachfolger seines Bruders Maelduin König. Ihr Vater war Conall Crandomna. Er darf nicht mit dem früheren König Domnall Brecc verwechselt werden. Domnall starb eines gewaltsamen Todes, wobei nicht geklärt ist, ob er heimtückisch ermordet wurde oder in einer Schlacht ums Leben kam. Vermutlich brachen in dieser Zeit Zwistigkeiten zwischen den unterschiedlichen Dynastien der Skoten aus, die sich auf die Nachkommen von Fergus Mór mac Erc und die von dessen Bruder Loarn mac Erc gründeten und Herrschaftsansprüche geltend machten. Bisher hatte dieser Zweig der Familie keine Rolle innerhalb der Königswürde innegehabt. Dies änderte sich mit Ferchar Fota, dem Nachfolger Domnalls.